# Sarolta Friderika porosz hercegnő
Sarolta Friderika porosz hercegnő, férjezett Sarolta Friderika szász–meiningeni hercegné (németül: Prinzessin Charlotte Friederike von Preußen, Erbprinzessin von Sachsen-Meiningen, teljes nevén Friederike Luise Wilhelmine Marianne Charlotte; Berlin, 1831. június 21. – Meiningen, 1855. március 30.) porosz hercegnő, házassága révén szász–meiningeni trónörökös hercegné.

## Élete

### Származása és gyermekkora
Sarolta Friderika porosz hercegnő 1831. június 21-én jött világra a ma Berlin Pankow kerületében található Schönhausen-kastélyban Albert porosz királyi herceg (1809–1872) és Marianna holland királyi hercegnő (1810–1883) elsőszülött gyermekeként. A családban öt gyermek született – közülük hárman érték meg a felnőttkort –, ennek ellenére a szülők 1845-ben különköltöztek, négy évvel később pedig elváltak. A független szellemű holland hercegnő szeretőjével és törvénytelen fiúgyermekével saját birtokán élt. Sarolta Friderika hercegnő és testvérei édesapjuknál maradtak, nevelésükről apai nagynénjük, a gyermektelen Erzsébet Ludovika porosz királyné gondoskodott.
A zenei érdekeltségű családban hamar felfedezték a hercegkisasszony zene iránti tehetségét, s ennek megfelelően igyekeztek számára a legkiválóbb mestereket biztosítani: tanította például Wilhelm Taubert, Theodor Kullak és Julius Stern. A hercegnő számos hadi indulót – többek között a Geschwindmarsch (Marsch des Garde-Kürassier-Regiments) Nr. 55 és a Defiliermarsch für türkische Musik Nr. 162 címűeket –, dalt és zongoradarabot szerzett. Gyermekei közül egyetlen leánya örökölte tehetségét, Mária Erzsébet hercegnő zeneszerzőként vált ismertté.

### Házassága és gyermekei
Származásánál és édesanyja örökségénél fogva Sarolta Friderika hercegnő igencsak „jó partinak” számított. A brit hercegnőként született porosz trónörökösné egyik fivéréhez szerette volna feleségül adni a hercegnőt, akinek kezére a későbbi I. Albert szász király is pályázott. A hercegnő azonban György szász–meiningeni trónörököst (1826–1914) választotta, akihez nemcsak gyengéd szálak fűzték, de házasságukat családjaik is támogatták politikai megfontolásból. A trónörökös és a hercegnő érdeklődési köre azonos volt, mindketten a rajongásig szerették a színházat. A pár viszonylag rövid jegyességet követően, 1850. május 18-án házasodott össze a Charlottenburg-kastélyban. A házassági ajándékok közé tartozott a menyasszony édesanyja részéről egy, a Comói-tó partján található kúria, amit a hercegnő tiszteletére keresztelte a Villa Carlotta névre; valamint szintén a holland hercegnő adott értékes műtárgyakat a friss házasoknak.
A szoros porosz kapcsolatok miatt a házaspár legtöbb idejét a porosz királyi udvarban töltötte, azonban gyermekeik születésekor mindig visszatértek Meiningenbe. György meiningeni hercegnek és Sarolta Friderika porosz hercegnőnek négy gyermeke született:
- Bernát (1851–1928), később Szász–Meiningen uralkodó hercege, felesége Sarolta porosz királyi hercegnő
- György Albert (1852–1855), kisgyermekként elhalálozott
- Mária Erzsébet (1853–1923), nem házasodott meg, zeneszerzőnő
- fiúgyermek (1855), csecsemőként elhalálozott.

Sarolta Friderika szász–meiningeni hercegné alig egy hónappal második fia halálát követően, 1855. március 29-én hozta világra negyedik gyermekét. A csecsemő és az édesanya is a következő napon meghaltak gyermekágyi láz következtében. Mindkettőjüket a meiningeni uralkodócsalád kriptájában temették el. A feleségét mélyen gyászoló meiningeni trónörökös hamar újranősült, árván maradt gyermekeinek anyát biztosítandó.

## Munkái
- Defileermarsch (1844, AM II, 144)
- Parademarsch (1850, AM III, 50)
- Geschwindmarsch (1851, AM II, 148)
- Parademarsch (1853, AM III, 55)
- Marsch (1854, AM II, 162)

Forrás:

## Fordítás
- Ez a szócikk részben vagy egészben  a   Charlotte von Preußen (1831–1855) című német Wikipédia-szócikk ezen változatának fordításán alapul.  Az eredeti cikk szerkesztőit annak laptörténete sorolja fel. Ez a jelzés csupán a megfogalmazás eredetét és a szerzői jogokat jelzi, nem szolgál a cikkben szereplő információk forrásmegjelöléseként.
- Ez a szócikk részben vagy egészben  a   Princess Charlotte Frederica of Prussia című angol Wikipédia-szócikk ezen változatának fordításán alapul.  Az eredeti cikk szerkesztőit annak laptörténete sorolja fel. Ez a jelzés csupán a megfogalmazás eredetét és a szerzői jogokat jelzi, nem szolgál a cikkben szereplő információk forrásmegjelöléseként.